# Jaque a la muerte
Jaque a la muerte (título original: Epoch: Evolution) es una película de ciencia ficción para televisión del 2003 dirigida por Ian Watson y con David Keith como protagonista principal.

## Argumento
Diez años han pasado desde que el Torus desapareció hacia el espacio. El mundo ha cambiado por el acontecimiento. Durante ese tiempo Mason Rand se casó con Dr. K.C. Czaban y tuvo con ella un hijo. Sin embargo, poco tiempo después, la mujer de Mason Rand fue asesinada por fanáticos religiosos procedentes de las principales religiones del mundo y que ven a ella y a su familia como una amenaza para sus religiones a causa de la forma no corriente del nacimiento de su hijo, que ataca a sus creencias y simboliza una nueva creencia que quieren evitar a toda costa. También buscan por ello asesinar a él y a su hijo, por lo que tienen que vivir a escondidas en un monasterio.
Entonces otro Torus sale de la tierra en Francia para desconcertar al mundo seguido de otro segundo  Torus idéntico al anterior en Rusia pero diferente en apariencia. Sus actuales presencias causan dos campos electromagnéticos que causan catástrofes naturales por todo el planeta. Adicionalmente el mundo está al borde de la Tercera Guerra Mundial. Mason Rand es reclutado otra vez por el gobierno estadounidense a través de su representante actual Ferguson para determinar si los monolitos se desplazan con buenas intenciones, si salvarán la Tierra o, por el contrario, si la empujarán al borde del caos o la destrucción. Para esa misión él recibe como apoyo a Sondra, experta de los acontecimientos pasados y el permiso de los rusos para investigar el monolito ruso. Mientras que lo hace, los fanáticos religiosos continúan con sus intenciones de asesinar a él y a su hijo contratando para ello a asesinos comandados por un mercenario llamado Doyle, lo que hace que su trabajo se vuelva aún más difícil.
El primer intento de matarlo ocurre en Francia. Ese atentado falla a causa de las capacidades regernerativas del Torus y uno de los asesinos es arrestado. Allí Rand descubre que el Torus es idéntico al original, El segundo intento de matarlo ocurre en Rusia. También falla y Doyle y sus hombres mueren, pero causan la muerte de Tower, un compañero suyo de su anterior misión, y de sus hombres, que tenían la misión de protegerlo. Eso también ocurre, porque, además, el segundo Torus no tiene la capacidad regenerativa del primero. Sin embargo Rand consigue arrestar a los dirigentes por sus crímenes haciéndolos hablar a través de un handy de los asesinos y grabando todo lo que confiesan, mientras que los mantiene distraídos enfrentándoles sobre lo que están haciendo y arrancándoles así una confesión sobre lo que han hecho. 
Cuando descubre en el segundo Torus, que lo que ambos quieren es averiguar si su hijo, que tiene poderes curativos, está en orden, a quien consideran como uno de los suyos, él se encarga de que se enteren enviando a su hijo al Torus ruso. Una vez que lo saben, ambos monolitos paran entonces los campos electromagnéticos que peligraban el planeta y van de la Tierra hacia el espacio como el Torus original. Todos estos acontecimentos causan que el mundo se calme otra vez en todos los aspectos y que las tensiones políticas cesen.  
Desde entonces Mason se pregunta, al igual que el resto del mundo, por qué ha ocurrido todo, mientras que vuelve otra vez con su hijo al monasterio para poder continuar estar escondido ante la posibilidad de otros intentos hacia su vida y hacia la de su hijo. Allí tiene la intención de prepararlo para el futuro.

## Reparto
- David Keith - Mason Rand
- Angel Boris Reed - Sondra
- Billy Dee Williams - Ferguson
- Brian Thompson - Tower
- Jeffrey Gorman - Doyle
- P.K. Ewing - Wilkes
- Velizar Binev - Samuel

## Producción
La banda sonora instrumental fue compuesta por Jamie Christopherson.